# Médéric Rolle
Médéric Rolle de Gourselas (1615-1664) devient en 1658 le deuxième gouverneur de la Martinique, après la mort de Jacques Dyel du Parquet qui l'avait choisi en 1653 comme lieutenant général.
Médéric Rolle est le fils de Jean Rolle, juge royal dans le Limousin  et de Marie de Lafon fille d'un notaire.
Il arrive en Martinique avec son frère, François Rolle de Laubière, en 1642. Il devient en 1653 lieutenant-général de Jacques Dyel du Parquet.
En 1658, il organise la révolte contre la veuve de du Parquet, qui voulait installer ses enfants au poste de gouverneur, puis lance, en mobilisant plus de 600 hommes en armes, la Guerre de 1658 contre les indiens caraïbes qui occupaient alors la moitié nord-est de la Martinique, ce qui ouvre la voie à de nouvelles plantations de sucre. Il est nommé gouverneur à la suite de cette guerre.